# جاكي أبيا
جاكي أبيا (بالإنجليزية: Jackie Appiah)‏ هي ممثلة غانية، ولدت في 5 ديسمبر 1983 في تورونتو في كندا.

## وصلات خارجية
- جاكي أبيا على موقع IMDb (الإنجليزية)
- جاكي أبيا على موقع قاعدة بيانات الفيلم (الإنجليزية)